# Kingsgate
Kingsgate is een buurt van Kirkland de Amerikaanse staat Washington, en valt bestuurlijk gezien onder King County. Kingsgate werd op 1 juni 2011 geannexeerd door Kirkland. Voor de annexatie was Kingsgate een census-designated place. 

## Demografie
Bij de volkstelling in 2000 werd het aantal inwoners vastgesteld op 12.222.

## Geografie
Volgens het United States Census Bureau beslaat de plaats een oppervlakte van 6,0 km², geheel bestaande uit land.

## Plaatsen in de nabije omgeving
De onderstaande figuur toont nabijgelegen plaatsen in een straal van 8 km rond Kingsgate.